# 大沢昇
大沢 昇（おおさわ のぼる、1942年11月20日 - ）は、日本の空手家・プロボクサー・キックボクサー・調理師で、キックボクシング・大沢ジムの会長。東京都出身。本名は藤平 昭雄（ふじひら あきお）。空手道は極真会館、ボクシングはヨネクラジム、キックボクシングは協同ジムおよび目白ジム所属。
三つの異なる格闘技で活躍し、キックボクシング時代にタイ王国で激闘を展開した事から、現地のファンからビッグハートと称えられ、小さな巨人とも形容されている。通算成績は国際式ボクシングで11戦10勝1敗、キックボクシングで67戦56勝50KO8敗3引き分けの戦績を残し、1964年から1973年にかけて活躍した。指導者としても竹山晴友をMA日本キックボクシング連盟日本ミドル級チャンピオンに育て上げた。
格闘技から身を引き、30歳で東京都豊島区巣鴨で大沢食堂を開店、のちに文京区千石に移転。自ら厨房に立ち、腕を振るっていた。

## 来歴

### 空手時代
1958年に大山道場へ入門。身長155センチメートル・体重60キログラムの体格でありながら、稽古熱心で練習の虫な事から、メキメキと頭角を現す。1964年に黒崎健時・中村忠と供に大山道場の代表としてタイ王国へ遠征。ルンピニー・スタジアムでムエタイ選手のハウファイ・ルークコンタイと、本名の藤平 昭雄としてムエタイルールで対戦。
ハウファイは藤平を圧倒する長身だった。その相手をものともせず、ゴングと同時に藤平は飛び出した。身長の差を逆手にとって、敵の懐に入る戦法で、藤平の攻めは多彩を極めた。蹴り・突き・肘打ちとあらゆる体勢から攻撃を仕掛けるが、どれも決定打にならない。反対にハウファイは、長身を利して膝蹴りで攻撃を仕掛けてくる。それが決まるたびに藤平の身体がドスッドスッと揺れる。藤平は投げでハウファイの膝蹴り攻撃をしのぎ、1ラウンド終了。2ラウンドに入り、形勢は変わらなかったが、藤平は頭突きにいった。ハウファイはかろうじて立ち上がったが、もう動きに精彩がない。藤平のフックがハウファイの顔面を捉え、ハウファイはダウンし、KO勝ちした。
同年、極真会館に籍を置きながら、ヨネクラボクシングジムに入会し、大沢 昇のリングネームで国際式ボクシングに参戦した。
1966年から1967年の黒崎健時が渡欧中の間、成増支部の責任者となる。その頃、本部道場にオランダから空手道修行にきたヤン・カレンバッハ、ルック・ホランダーらがいた。このカレンバッハが当時、本部道場にいた黒帯と対戦して、総なめにしていた。唯一大沢がカレンバッハに参ったと言わせ、本部道場の面目を保った。

### キックボクシングへ転向
1968年（昭和43年）に協同ジムからキックボクサーとしてデビュー。同年、大沢は3度目のタイ遠征を行い、クァンムンと対戦。大沢はクァンムンの膝蹴りを200発以上喰いながら、最終ラウンドまでダウンせず、肋骨を折られながらも前へ前へと攻め続けた。タイで初黒星を喫するが、大沢の戦いぶりをタイのファンはビッグハートと称えた。1970年に空手時代の恩師である黒崎健時の目白ジムに移籍し、極真会館を離れた。1971年に全日本キックボクシング協会の初代バンタム級チャンピオンとなる。同年タイに2度遠征し、ラジャダムナンチャンピオンで当時1位にランクされていたチャンデットと現役チャンピオンのキャットワームーパックとそれぞれ対戦。惜しくも判定負けであった。特に対チャンデット戦での大沢の闘いぶりをキック史上最も感動的な試合と評する専門家もいる。1973年に全日本バンタム級王座を保持したまま、引退した。

### 指導者として
引退後、大沢食堂を始め、格闘技の世界から距離を置いていたが、竹山晴友が第3回オープントーナメント全世界空手道選手権大会後に、大沢食堂へ訪問。「どうしてもムエタイと闘いたいのでキックボクシングを教えて欲しい」という竹山の熱意に大沢は絆され、食堂経営を兼務しながら、竹山にキックボクシングを教え始めた。既述の通り、竹山はチャンピオンまで登りつめ、大沢は指導者としても名を成した。竹山の引退後は、大沢ジムを閉鎖。ジムの入会希望も一切断り、食堂経営に専念。「極辛」と称する同店のたいへん辛いカレーライスには多くのファンがいたが、2013年5月28日を以て年齢的な理由から閉店した。

## 人物
強さもさることながら温厚で謙虚な人柄から、共に稽古をした師匠、先輩、後輩や業界関係者から慕われている。
大山倍達
| 「 | 彼の強さは親指と人差し指の2本で逆立ちをして道場を歩いた事でもよく分かる。それができるという事は、二本の指で天井の桟（さん）をつかんで自分の体重を支えられるという事だ。なによりも稽古熱心で、始めると7～8時間、多い時は10時間続けて稽古した。いつも夕方の4時頃に道場へきて、稽古を始めると、筋肉が次々と運動を要求して止まらない。時には夜中の1時くらいまで、ぶっ続けに稽古している事があった。 | 」 |

黒崎健時
| 「 | 大沢は空手の稽古を始めた頃は、小さな身体で、非力である事は覆い隠せない男であった。そのくせ身体の大きな者の真似をし、大きなモーションで、ダイナミックな打ち方をしていた。こんな事をしていて、こいつはどうなるのだろうと思っているうちに、次第に一人で黙々と稽古するようになり、人が2時間稽古するところを倍の4時間するし、そのうち自然と変な打ち方が直り、大沢の身体に合った型を持つようになった。技を会得するのに何百回、何千回と同じ事を繰り返し行うと、口で言うのは容易いがこれが難しい。稽古で身体を麻痺させ、我慢する事を覚え、ある一線を突き抜ければ、あとは楽なものである。大沢は稽古の苦しさが、楽しさや喜びに変わることを知っている数少ないうちの一人である。 ある時、大沢がサンドバッグを叩いていたのだが、ちょうど1時間半位して、急にひっくり返ってしまったのである。1時間半も叩いている事自体、普通では信じられない事である。この時周りにいた人間は、島三雄をはじめとして誰一人大沢に近づこうとしなかった。大沢がサンドバッグを叩いているうちに、非常に殺気立ち、近づけなかったのである。身体が麻痺し、神経が麻痺し、もう気違いと同じ状態であった。傍に寄ったら何をされるかわからないという気持ちが道場全体に張りつめていたのである。大沢はそのままのびてしまった。大沢という男は、自分の身体を動かす喜びを知っている。私は大沢のこのところが、他者と違うよいところだと思っている。稽古をしていて乗った時にここまで稽古してしまう者はめったにいない。いくら乗っても、そこまで到達しないで終わってしまうものだ。本当に大沢はガムシャラになってよく稽古をする男だった。 大沢にもう5センチメートルだけでも身長があったら…と思う。キックボクシングは身長差が大きな要素となる。それだけの身長があったなら、藤原敏男以上になっていたかも知れないし、もっとタイを賑わせていただろうと私は思うのだ。 | 」 |

大山泰彦
| 「 | 藤平には組手でも思い出があってね。司法試験の受験で長く本部道場から離れていて、久しぶりに行ったんだよ。なんだかんだ偉そうなこと言っている奴多いけど、一番強いのは日々稽古している現役だと思ってはいたが、そうしたら他の奴らとの組手を結構こなしてしまったから『これは行けるかな』と思ってね。藤平に『やろう』って言ったら、やりたくなさそうな顔してんだよ。『まあ、いいから』って始めたら、ドカーンって来て、一発やられて羽目板まで吹っ飛ばされたんだから。藤平の偉いところはコントロールしてあえて倒しにこなかった。 昔の頃と違い、組手に品格があるし、優しさがあるし、キレがあるしね。他の黒帯もいっぱいいたけど、一人だけ違う次元にいて、藤平は別格だった。本当に強くなったと思ったね。そんな相手によせばいいのに『ちょっとこい』なんて偉そうに言ってね。恥かしかったよ。 | 」 |

山崎照朝
| 「 | 常に原点に返り、無我夢中になって稽古をしていた先輩だった。“押忍”の精神そのままに、堪え難きを耐え、忍び難きを忍び、あらゆる苦しみにも耐え忍び、先輩に対しては礼を尽くし、後輩に対しては親身になって世話をし、道を同じくする者、共に苦しみ励まし合おうという、その精神そのものにの考えを持ち、実行している先輩だったからである。道場内においても、郊外のランニングにおいても、合宿に行っても稽古の量では、この人の右に出る者はいなかった。 | 」 |

佐藤勝昭
| 「 | 藤平先輩にはすごくお世話になって、キックボクシングに転向してからも、僕も共同通信社の仕事で藤平先輩の試合を見させてもらいまして、よく声をかけて頂いたんですよ。本当に藤平先輩は威張った態度が全然ないですし、いい人だなあと思いましたよね。本当に自分に厳しい人は、他人に接する時は丸くなるんだなあと思いましたよ。 | 」 |

花澤明
| 「 | 極真会館の先輩の中でも、一番温厚で付き合いやすかったのは、山崎照朝先輩と大沢昇先輩、藤平さんですね。あの大沢会長はうちの鈴木秀男と試合をした竹山晴友の先生でウチのMA日本キックボクシング連盟に入ってましたから、よく『先輩後輩』でいました。今でも言ってますけど、もうそんな事は一切気にしない方です。 | 」 |

その他極真会館では大山茂・郷田勇三・加藤重夫・盧山初雄らや、目白ジムでは藤原敏男・岡尾国光・島三雄らと数多い。

## 逸話

### 稽古の虫
藤平の猛稽古ぶりを物語るエピソードとして、稽古は毎日、それも合同稽古が終わった後に、独りで夜中の2時までサンドバッグを蹴り続ける。近所から寝られない、との苦情もしばしばあったそうだが、藤平は稽古をやめない。しまいには電灯や水道を止められたが、その中で一人黙々と稽古を続けていた。また、ある時にはパワーをつけるために、夜が明けるまで一晩中バーベルを上げていた事もあった。そんな時は道場から直接、仕事場へ出かけていたが、そのうち道場の地下室が藤平の宿となった。

### 007は二度死ぬ
映画『007は二度死ぬ』にタイガー田中（丹波哲郎）が指揮する忍者部隊が姫路城で稽古するシーンで、忍者の一人として加藤重夫と一緒に出演した。この撮影には各流派の空手家が集まっていたが、撮影の合間にも大沢と加藤は練習していた。その熱心さにジェームズ・ボンド役のショーン・コネリーが彼らを気に入り「あなた達の道場に行きたい」と言い、1966年9月3日にコネリーが極真会館本部道場に来訪して演武会が行われた。大沢・加藤の他に大山茂・郷田勇三・芦原英幸・鈴木浩平らが参加し、数々の試割りや演武を披露した。なお、コネリーには名誉参段が贈呈された。